# Forest (Mississippi)
Pour les articles homonymes, voir Forest.
La ville de Forest est le siège du comté de Scott, situé dans l’État du Mississippi, aux États-Unis.

## Galerie photographique

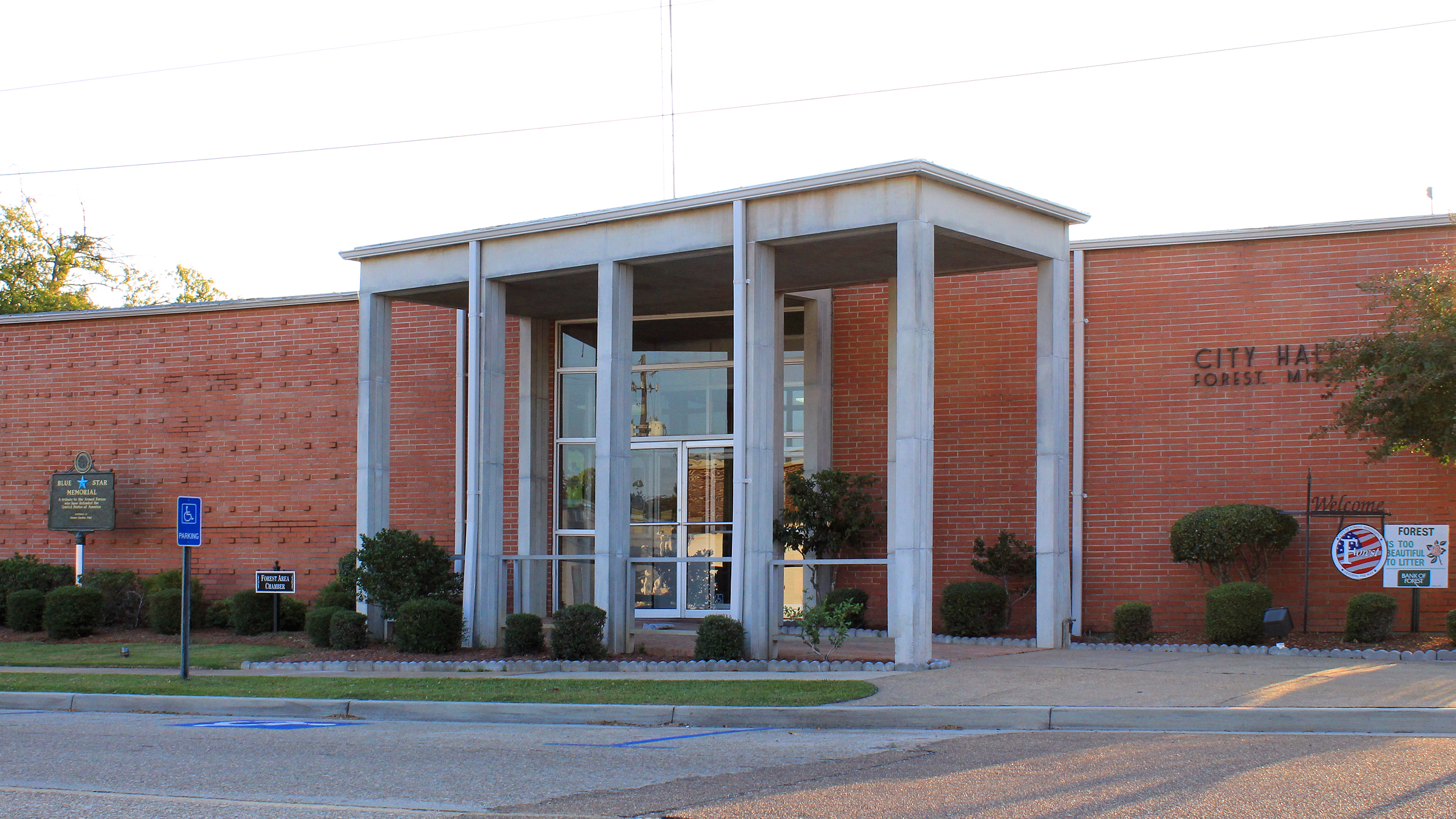
L’hôtel de ville de Forest
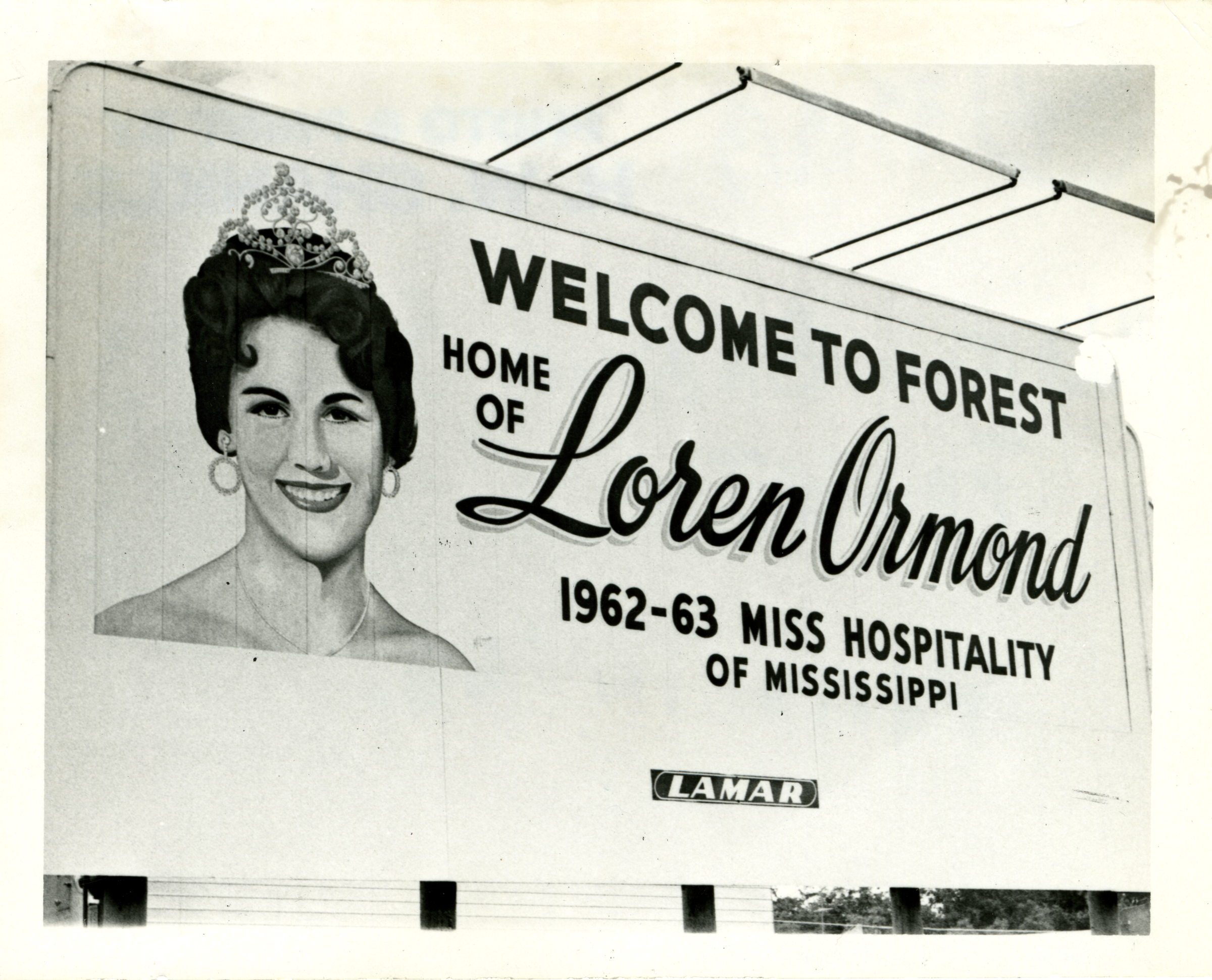
Panneau de bienvenue en 1963

## Personnalités liées à la ville
Le chanteur de blues Arthur "Big Boy" Crudup est né à Forest le 24 août 1905.